# Модель Блэка — Литтермана
В финансах модель Блэка — Литтермана — это математическая модель распределения активов в портфеле, разработанная в 1990 году сотрудниками компании «Голдман Сакс» Фишером Блэком и Робертом Литтерманом и опубликованная в 1992 году. В своей работе авторы стремились устранить проблемы, с которыми институциональные инвесторы сталкивались при реализации современной портфельной теории на практике. Модель начинает с распределения активов, основанного на предположении о равновесии (в будущем активы будут вести себя также, как вели себя в прошлом), а затем изменяет это распределение на основании мнения инвестора о перспективах активов.

## Предпосылки
Распределение активов — это решение инвестора, определяющего, какие доли портфеля нужно вложить в различные классы активов. Например, управляющие инвестирующего по всему миру пенсионного фонда выбирают, какую долю средств вложить в каждую отдельную страну или регион.
Современная портфельная теория (подход Марковица, основанный на средней дисперсии) позволяет решить эту проблему, если известны ожидаемые доходности и ковариации активов. Хотя современная портфельная теория стала важным теоретическим прорывом, при её практической реализации возникает проблема: если ковариации некоторых активов ещё можно оценить, то провести адекватную оценку ожидаемой доходности достаточно сложно.
В модели Блэка — Литтермана этой проблемы нет: пользователь не приводит оценки ожидаемой доходности, а в качестве начального предположения принимаются те ожидаемые доходности, при которых равновесное распределение активов соответствует наблюдаемому на рынках. От пользователя требуется только указать, в какой мере его предположения об ожидаемой доходности отличаются от рыночных, а также оценить степень уверенности в альтернативных предположениях. На основании этих данных метод Блэка — Литтермана рассчитывает желаемое (оптимизированное по средней дисперсии) распределение активов.
В целом, если на портфель наложены какие-либо ограничения (например, запрещены короткие продажи), простейшим способом нахождения оптимального портфеля будет применение модели Блэка — Литтермана для определения ожидаемой доходности активов с последующей оптимизацией по средней дисперсии, чтобы решить задачу условной оптимизации.